# HD 77320
HD 77320 è una stella bianco-azzurra nella sequenza principale di magnitudine 6,05 situata nella costellazione delle Vele. Dista 1000 anni luce dal sistema solare.

## Osservazione
Si tratta di una stella situata nell'emisfero celeste australe. La sua posizione moderatamente australe fa sì che questa stella sia osservabile specialmente dall'emisfero sud, in cui si mostra alta nel cielo nella fascia temperata; dall'emisfero boreale la sua osservazione risulta invece più penalizzata, specialmente al di fuori della sua fascia tropicale. La sua magnitudine pari a 6 la pone al limite della visibilità ad occhio nudo, pertanto per essere osservata senza l'ausilio di strumenti occorre un cielo limpido e possibilmente senza Luna.
Il periodo migliore per la sua osservazione nel cielo serale ricade nei mesi compresi fra febbraio e giugno; nell'emisfero sud è visibile anche per buona parte dell'inverno, grazie alla declinazione australe della stella, mentre nell'emisfero nord può essere osservata limitatamente durante i mesi primaverili boreali.

## Caratteristiche fisiche
HD 77320 è una stella bianco-azzurra, ovvero una stella di classe spettrale B situata nella sequenza principale, fase durante la quale l'idrogeno contenuto nel suo nucleo è convertito in elio. HD 77320 fa parte di una peculiare categoria di stelle di classe B, le stelle Be, caratterizzate dalla presenza di linee di emissione nello spettro. Come buona parte delle stelle di questa classe, anche HD 77320 è una variabile Gamma Cassiopeiae: la sua luminosità apparente 
varia tra 5,97 e 6,08 in un arco di tempo irregolare.